# Znamení run
Znamení run (v anglickém originále Runemarks) je první díl knižní fantasy série od Joanne Harrisové. Jedná se o dobrodružný příběh ze světa inspirovaného severskou mytologií. Česky vyšla tato kniha v roce 2008 v nakladatelství Knižní klub.
Hlavní postavou je 14letá dívka Maddy Smithová se zvláštními schopnostmi. Žije v městečku Malbry, v jehož obyvatelích vyvolává strach runa ohně a vášně, kterou nosí na ruce. Život jí změnilo setkání s poutníkem v sedmi letech. Ten ji vyučoval magii a vyprávěl staré ságy.